# Ecliptopera leucoglyphica
Ecliptopera leucoglyphica är en fjärilsart som beskrevs av W. Warren 1898. Ecliptopera leucoglyphica ingår i släktet Ecliptopera och familjen mätare. Inga underarter finns listade i Catalogue of Life.